# Морозки (остановочный пункт)
Моро́зки — остановочный пункт Савёловского направления и Большого кольца Московской железной дороги (совмещённый участок) в Дмитровском городском округе Московской области. Открыт в 1964 году.

## Пассажирская инфраструктура
Имеются две боковые платформы, которые начинаются от автомобильного путепровода Московского Малого Кольца. На западной платформе расположено кассовое помещение. В 2011—2012 гг. проведена полная реконструкция обеих платформ, построены новые.
Возле располагается автобусная остановка «Деревня Морозки» на автомобильной дороге А104. От названия бывшей деревни, видимо, станция получила своё название. Также рядом проходит федеральная автомобильная дорога А107.